# عادل عبده
عادل عبده حمراء ممثل ومؤلف ومنتج إماراتي.

## عن حياته
أشتهر من خلال مشاركته في مسلسل زمن طناف بدأ العمل الفني عام 2007 عمل كمنفذ إنتاج متدرب لدى شركة ظبيان للإنتاج الفني والتي يرأسها الفنان والكاتب سلطان النيادي.

## أعماله

### المسلسلات
| التسلسل | اسم العمل الفني           | نوع العمل               | سنة التنفيذ | المهمة / الدور          | القنوات العارضة للعمل  | أهم الفنانين المشاركين |
| ------- | ------------------------- | ----------------------- | ----------- | ----------------------- | ---------------------- | --- |
| 1       | طماشة ـ الجزء الأول       | كوميدي ـ قضايا اجتماعية | 2007        | منفذ انتاج + ممثل       | أبوظبي + فنون          | سلطان النيادي + محمد العامري + احمد الانصاري + إبراهيم سالم + سناء يونس + وفاء مكي + هيفاء حسين + حبيب غلوم + رزيقة طارش + مروان عبد الله + مازن ناطور + وغيرهم                                                                                         |
| 2       | حظ يا نصيب                | كوميدي                  | 2007        | مساعد مدير انتاج + ممثل | دبي + أبوظبي           | جابر نغموش + سلطان النيادي + احمد الانصاري + أحمد الجسمي + أحمد العيسى من البحرين + أحمد العقل من مصر + حبيب غلوم + رزيقة طارش + مروان عبد الله + محمد الجناحي + علاء النعيمي + علياء + وغيرهم                                                          |
| 3       | دروب المطايا              | دراما ، تراثي           | 2008        | ريجيسير + ممثل          | أبوظبي + الشارقة + قطر | سلطان النيادي + عبد المحسن النمر + محمد العامري + شهد الياسين + اسمهان توفيق + غزلان + سلامة المزروعي + أحمد الانصاري حميد المهري + موسى بقيشي + بلال عبد الله + مرعي الحليان + شمعة محمد + وغيرهم من نجوم الدراما                                      |
| 4       | حاير طاير ـ الجزء الخامس  | كوميدي ـ قضايا اجتماعية | 2008        | مساعد مدير انتاج + ممثل | دبي + أبوظبي + فنون    | جابر نغموش + يحيى إبراهيم + احمد الانصاري + أحمد الجسمي + إبراهيم سالم + رنا الابيض + فاطمة البندري + نصر حماد + بلال عبد الله + مروة راتب + أمل محمد + سعيد سالم + ناجي خميس + وغيرهم                                                                  |
| 5       | طماشة ـ الجزء الثاني      | كوميدي ـ قضايا اجتماعية | 2009        | مساعد مدير انتاج + ممثل | دبي + أبوظبي           | |
| 6       | زمن طناف                  | كوميدي ـ ذاكرة ماضي     | 2010        | مساعد مدير انتاج + ممثل | دبي + ابوظبي           | جابر نغموش + أحمد الانصاري + سعيد السعدي + زهير النوباني من الأردن + محمد غباشي من مصر + محمد الصاوي من مصر دعاء عريقات من مصر + هويدا الحسن من مصر + عبد الرحمن الزرعوني + محمد العامري + سعيد الشرياني + أشجان + مروان عبد الله + وعدد كبير من النجوم |
| 7       | طماشة ـ الجزء الثالث      | كوميدي ـ قضايا اجتماعية | 2011        | مدير انتاج + ممثل       | دبي + ابوظبي           | سعاد علي + جابر نغموش + غزلان + موسى بقيشي + محمد العامري +سعيد السعدي + زهير النوباني + أحمد الجسمي + عبد الرحمن الزرعوني + احمد الانصاري |
| 8       | لولو مرجان ـ الجزء الأول  | كوميدي بحريني           | 2011        | مدير علاقات عامة        | دبي                    | سعاد علي + علي الغرير + خليل الرميثي + سعد بوالعينين + نورة البلوشي + فاطمة عبد الرحيم + البنكي + أحمد المجلي +و غيرهم من نجوم البحرين |
| 9       | لولو مرجان ـ الجزء الثاني | كوميدي بحريني           | 2012        | مدير علاقات عامة        | دبي + أبوظبي + الشارقة | سعاد علي + علي الغرير + خليل الرميثي + سعد بوالعينين + نورة البلوشي + أميرة محمد + البنكي + أحمد المجلي + جمال الصقر و غيرهم من نجوم البحرين |
| 10      | طماشة ـ الجزء الرابع      | كوميدي ـ قضايا اجتماعية | 2013        | مدير انتاج ـ ممثل       |                        | جابر نغموش + موسى بقيشي + محمد العامري + سعيد السعدي + بلال عبد الله + أحمد الجسمي + عبد الرحمن الزرعوني + احمد الانصاري |
| 11      | صمت البوح                 | دراما خليجي             | 2013        | مدير انتاج              |                        | جابر نغموش + إبراهيم الزدجالي + زهرة عرفات + أمل محمد + ابرار سبت + شيماء سبت + شيلاء سبت + غادة الزدجالي + نشوى مصطفى + رنا الابيض + محمد غباشي + سعيد السعدس + محمد العامري + وغيرهم من نجوم الخليج                                                   |
| 12      | بحر الليل                 | تراثي خليجي             | 2013        | مدير انتاج ممثل         |                        | جابر نغموش + منصور الفيلي + علي الغرير + سيف الغانم + هيفاء حسين + أزهار الحلواجي + موسى بقيشي + فيصل علي + رانيا العلي + محمد ياسين + محمد جمال + وغيرهم من نجوم الخليج                                                                                |
| 13      | عيال شمسان                | كوميدي ـ بحريني         | 2014        | مدير علاقات عامة        |                        | حبيب الحبيب + سعاد علي + في الشرقاوي + جمال الصقر + ريم ارحمه + نورة البلوشي + شفيقة يوسف + سلوى بخيت + أحمد المجلي + وغيرهم من نجوم البحرين |
| 14      | طماشة ـ الجزء الخامس      | كوميدي ـ قضايا اجتماعية | 2014        | مدير علاقات عامة ـ ممثل |                        | جابر نغموش + موسى بقيشي + محمد العامري + سعيد السعدي + بلال عبد الله + أحمد الجسمي + عبد الرحمن الزرعوني + احمد الانصاري + فاطمة الحوسني + نيفين ماضي                                                                                                   |
| 15      | ساعة صفر                  | دراما ـ خليجي           | 2015        | ممثل                    | osn                    | ابراهيم الحربي + زهرة الخرجي + عبد الله اليعقوبي + هيفاء حسين + حبيب غلوم + بثينة الريسي + وغيرهم من نجوم الكويت والخليج |
| 16      | مكان في القلب             | كوميدي ـ ذاكرة زمان     | 2015        | مدير انتاج + ممثل       | دبي + أبوظبي           | جابر نغموش + محمد طويان + ريماس منصور + نرمين محسن + جاسم الخراز + سعيد السعدي + سعود الدرمكي + نشوى مصطفى + هدى الغانم + ياسر النيادي وغيرهم من نجوم الخليج                                                                                            |
| 17      | قلب العدالة               | دراما ـ قضايا اجتماعية  | 2015        | ممثل                    | osn                    | نيكولا سابا + منصور الفيلي + ملاك الخالدي + فاطمة الطائي + محمد العامري + وعدد من نجوم الخليج والوطن العربي |
| 18      | طماشة ـ الجزء السادس      | كوميدي ـ قضايا اجتماعية | 2016        | مدير علاقات عامة + ممثل |                        | جابر نغموش + موسى بقيشي + محمد العامري + سعيد السعدي + بلال عبد الله + أحمد الجسمي + عبد الرحمن الزرعوني + احمد الانصاري |
| 19      | قلبي معي                  | دراما خليجي             | 2017        | ممثل                    | ابوظبي                 | ميساء مغربي + عبد الله سعيد بن حيدر + إبراهيم الزدجالي + خليفة الكعبي + وعدد من نجوم الخليج والوطن العربي |

- الأفلام والبرامج

| التسلسل | اسم العمل                       | السنة | الدور / المهمة           |
| ------- | ------------------------------- | ----- | ------------------------ |
| 1       | فيلم حصة                        | 2011  | ممثل + مدير انتاج        |
| 2       | فيلم صرخة                       | 2012  | ممثل + مدير انتاج        |
| 3       | فيلم سهرة ـ الفرحة المسلوبة     | 2012  | تأليف + إدارة انتاج      |
| 4       | فيلم كرت أحمر                   | 2016  | ممثل + إدارة انتاج       |
| 5       | فيلم سينمائي ـ روبيان           | 2016  | ممثل                     |
| 6       | فيلم سينمائي ـ نادي البطيخ      | 2017  | ممثل                     |
| 7       | فلر توعوي ـ دائرة القضاء أبوظبي | 2013  | مؤلف + مساعد مخرج + ممثل |
| 8       | فلر توعوي ـ دائرة القضاء أبوظبي | 2014  | مؤلف + ممثل              |
| 9       | فلر توعوي ـ دائرة القضاء أبوظبي | 2017  |                          |

الأعمال المسرحية
| التسلسل | اسم المسرحية | سنة التنفيذ | المهمة / الدور       |
| ------- | ------------ | ----------- | -------------------- |
| 1       | بو سويلم     | 2011        | ممثل                 |
| 2       | راس حليط     | 2017        | اللجنة المنظمة للعرض |

## وصلات خارجية
- عادل عبده على موقع قاعدة بيانات الأفلام العربية